# Saint-Beauzile
 Saint-Beauzile là một xã thuộc tỉnh Tarn trong vùng Occitanie ở phía nam nước Pháp. Xã này nằm ở khu vực có độ cao trung bình 262 mét trên mực nước biển.